# Schuyler Fisk
Schuyler Elizabeth Fisk (Los Ángeles, California, 8 de julio de 1982) es una cantautora y actriz estadounidense.

## Carrera

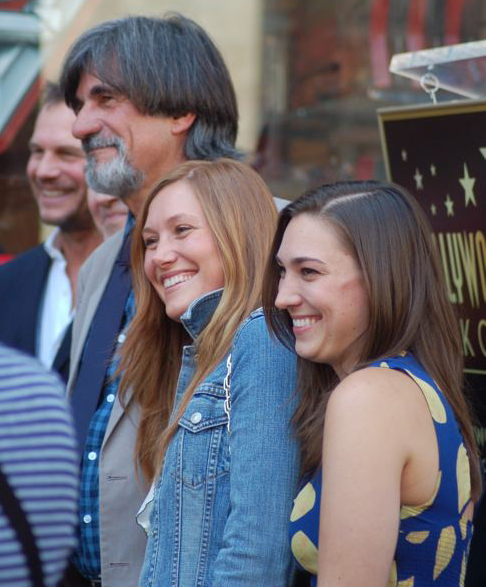
Schuyler con Jack y Madison Fisk en una ceremonia en homenaje a su madre, Sissy Spacek.

### Actuación
Tras realizar algunos papeles menores, Fisk obtuvo reconocimiento en 1995 al interpretar el papel de Kristy Thomas en la película The Baby-Sitters Club. En el año 2000 apareció en la película de comedia Snow Day como Lane Leonard. Dos años después coprotagonizó la película juvenil Orange County junto a Colin Hanks y Jack Black. Ha aparecido además en series de televisión como One Tree Hill y Law & Order: Special Victims Unit, entre otras.

### Música
Fisk aprendió a tocar la guitarra en su niñez y cantó en varios musicales escolares. Empezó a escribir y a tocar sus propias canciones a los 15 años y, en 2004, firmó un contrato con Universal Records. En 2006 hizo un hiato en su carrera como actriz para grabar un disco con Joshua Radin, con quien realizó una gira de dos años. A principios de 2006 el dúo escribió una canción titulada "Paperweight". Radin presentó a Fisk a Zach Braff, quien a su vez utilizó el dúo en la banda sonora de su película The Last Kiss. Pronto siguieron varios proyectos, incluyendo la grabación de la canción "I Just Remember Goodbye" para la película Gray Matters protagonizada por Tom Cavanagh, Heather Graham y Bridget Moynahan.
En 2008 finalizó su contrato con Universal. Los planes de lanzar un EP fueron desechados a favor de lanzar un larga duración, que fue publicado digitalmente el 27 de enero de 2009. A partir del 4 de febrero de 2009, el álbum debut de Fisk, The Good Stuff, encabezó las listas de éxitos de iTunes Folk. En Amazon, el álbum se ubicó en el número 17 de las listas de popularidad de los discos de MP3.
El 1 de marzo de 2011, Fisk lanzó su segundo álbum, titulado Blue Ribbon Winner (a través de su sello discográfico Cassidy Barks), y luego realizó una gira junto a la banda Harper Blynn. En noviembre del mismo año publicó un EP navideño titulado Sounds of the Holiday en iTunes y Amazon.

## Plano personal
Fisk nació en Los Ángeles, California, hija de la actriz Sissy Spacek y del productor Jack Fisk. Al crecer en un entorno artístico, inició su carrera como actriz en obras de teatro escolares. Fisk se casó con Chapman Bullock el 26 de mayo de 2012.

## Filmografía

### Cine
| Año  | Título                             | Papel            | Notas           |
| ---- | ---------------------------------- | ---------------- | --------------- |
| 1990 | Daddy's Dyin': Who's Got the Will? | Sara Lee         |                 |
| 1990 | The Long Walk Home                 | Judy             |                 |
| 1991 | Hard Promises                      | Mary             |                 |
| 1994 | Trading Mom                        | Suzy             |                 |
| 1995 | The Baby-Sitters Club              | Kristy Thomas    |                 |
| 1996 | My Friend Joe                      | Joe              |                 |
| 2000 | Snow Day                           | Lane Leonard     |                 |
| 2001 | Skeletons in the Closet            | Robin            | Directo a vídeo |
| 2002 | Orange County                      | Ashley           |                 |
| 2005 | American Gun                       | Cicily           |                 |
| 2006 | I'm Reed Fish                      | Jill             |                 |
| 2011 | Restless                           | Elizabeth Cotton |                 |
| 2014 | The Best of Me                     | April            |                 |
| 2016 | Hot Air                            | Summer           |                 |
| 2017 | The Nanny                          | Anna             |                 |

2022 Todo queda en casa (Sam & Kate)

### Televisión
| Año  | Título                            | Papel             | Notas                                    |
| ---- | --------------------------------- | ----------------- | ---------------------------------------- |
| 2000 | Double Dare 2000                  | Ella misma        | Episodio: "Snow Day vs. The Amanda Show" |
| 2005 | One Tree Hill                     | Daytona Green     | Episodio: "I'm Wide Awake, It's Morning" |
| 2006 | Law & Order: Special Victims Unit | Ella Christiansen | Episodio: "Taboo"                        |
| 2016 | Fear the Walking Dead             | Jessica Stowe     | Episodio: "Do Not Disturb"               |
| 2018 | Castle Rock                       | Ruth Deaver       | Papel recurrente                         |
| 2018 | Every Other Holiday               | Tracie            | Telefilme                                |

## Discografía

### Estudio
- The Good Stuff (2009)
- Blue Ribbon Winner (2011)

### EP
- Songs for Now (2006)
- One World. Be Kind (2008)
- Sounds of the Holiday (2011)

### Sencillos
- Love Somebody (2009)